# Hesperaloe tenuifolia
Hesperaloe tenuifolia är en sparrisväxtart som beskrevs av G.D.Starr. Hesperaloe tenuifolia ingår i släktet Hesperaloe och familjen sparrisväxter. Inga underarter finns listade i Catalogue of Life.